# 메틸리튬
메틸리튬(영어: methyllithium)은 실험식이 CH3Li인 가장 단순한 유기 리튬 화합물이다. 이 s-구역 유기 금속 화합물은 용액 및 고체 상태 모두에서 올리고머 구조를 채택한다. 에터를 용매로 사용하는 용액에서 변함없이 사용되는 이 반응성이 높은 화합물은 유기금속화학 뿐만 아니라 유기 합성에서의 시약이다.

## 같이 보기
- 메틸기
- 리튬